# Ouratea erecta
Ouratea erecta är en tvåhjärtbladig växtart som beskrevs av C. Sastre. Ouratea erecta ingår i släktet Ouratea och familjen Ochnaceae. Inga underarter finns listade i Catalogue of Life.